# Henry Adams Bullard

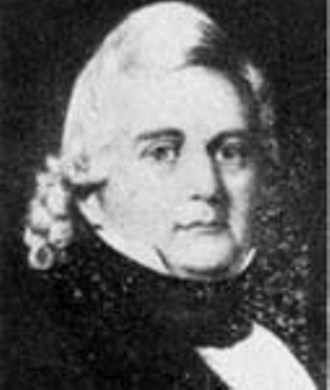
Henry Adams Bullard

Henry Adams Bullard  (* 9. September 1788 in Pepperell, Middlesex County, Massachusetts; † 17. April 1851 in New Orleans, Louisiana) war ein US-amerikanischer Politiker. Zwischen 1831 und 1834 sowie nochmals in den Jahren 1850 bis 1851 vertrat er den Bundesstaat Louisiana im US-Repräsentantenhaus.

## Werdegang
Henry Bullard studierte bis 1807 an der Harvard University. Nach einem anschließenden Jurastudium in Boston und Philadelphia wurde er im Jahr 1812 als Rechtsanwalt zugelassen. Im Jahr 1813 schloss er sich einer erfolglosen Expedition zur Erringung der Unabhängigkeit der Provinz Texas von Spanien an. Nach diesem misslungenen Unternehmen zog er nach Natchitoches in Louisiana, wo er zunächst als Rechtsanwalt arbeitete. Im Jahr 1822 wurde er in seiner neuen Heimat zum Bezirksrichter ernannt. Dieses Amt übte er mit Unterbrechungen einige Jahre lang aus. Politisch schloss sich Bullard der Bewegung um Präsident John Quincy Adams und Henry Clay an, die in Opposition zu Andrew Jackson und dessen 1828 gegründeter Demokratischer Partei stand. Aus dieser gegen Jackson gerichteten Bewegung entstand zunächst die kurzlebige National Republican Party, die dann im Jahr 1835 in der Whig Party aufging. Bullard wurde Mitglied dieser beiden Parteien.
Bei den Kongresswahlen des Jahres 1830 wurde Bullard als Nationalrepublikaner im dritten Wahlbezirk von Louisiana in das US-Repräsentantenhaus in Washington, D.C. gewählt, wo er am 4. März 1831 die Nachfolge von Walter Hampden Overton antrat. Nach zwei Wiederwahlen konnte er bis zu seinem Rücktritt am 4. Januar 1834 im Kongress verbleiben. Dort wurde bereits seit dem Amtsantritt von Andrew Jackson als siebter US-Präsident im Jahr 1829 heftig über dessen Politik diskutiert. Dabei ging es um die umstrittene Durchsetzung des Indian Removal Act, den Konflikt mit dem Staat South Carolina, der in der Nullifikationskrise gipfelte, und die Bankenpolitik des Präsidenten.
Im Januar 1834 legte Bullard sein Mandat nieder, weil er als Nachfolger von Alexander Porter zum Richter am Louisiana Supreme Court ernannt worden war. Dieses Amt bekleidete er bis 1846. Im Jahr 1839 war er gleichzeitig als Secretary of State geschäftsführender Beamter der Staatsregierung von Louisiana. Nach dem Ende seiner Zeit als Richter arbeitete Bullard als privater Rechtsanwalt in New Orleans. Im Jahr 1847 erhielt er eine Anstellung als Juraprofessor an der Law School of Louisiana.
1850 kehrte er nochmals in die Politik zurück. In diesem Jahr wurde er zunächst in das Repräsentantenhaus von Louisiana gewählt. Nach dem Rücktritt des Abgeordneten Charles Magill Conrad wurde Bullard als Kandidat der Whigs bei der fälligen Nachwahl für das zweite Abgeordnetenmandat von Louisiana zu dessen Nachfolger im US-Repräsentantenhaus gewählt. Dort trat er am 5. Dezember 1850 sein neues Mandat an. Bis zum 3. März 1851 beendete er die angebrochene Legislaturperiode seines Vorgängers. Henry Bullard starb nur wenige Wochen später, am 17. April 1851, in New Orleans. Neben seinen bereits erwähnten Tätigkeiten war er auch der erste Präsident der Louisiana Historical Society.